# Szabó Ferenc (politikus, 1953–2021)
Szabó Ferenc (Cegléd, 1953. június 28. – 2021. január 3.) magyar politikus, országgyűlési képviselő, agrármérnök.

## Életpályája

### Iskolái
1974–1975 között a Gödöllői Agrártudományi Egyetem hallgatója volt. 1975–1978 között a Mezőtúri Gépészeti Főiskola hallgatója volt.

### Pályafutása
1978-tól a kocséri Petőfi Mezőgazdasági Szövetkezetben műszaki vezető volt.

### Politikai pályafutása
1993-tól a Fidesz tagja volt. 1994-ben országgyűlési képviselőjelölt volt. 1994–1998 között, valamint 2002–2006 között abonyi önkormányzati képviselő volt. 1994–1998 között a Pest Megyei Közgyűlés tagja volt. 1995-től a Fidesz Pest megyei alelnöke volt. 1998–2002 között a Vidékfejlesztési albizottság, valamint a Mezőgazdasági bizottság tagja volt. 1998–2006 között országgyűlési képviselő (Pest megye) volt. 1999–2002 között az Erdészeti albizottság tagja volt. 2001–2002 között az Egészségügyi és szociális bizottság tagja volt. 2002–2006 között a Honvédelmi bizottság tagja volt.

## Családja
Szülei Szabó Ferenc és Márkus Éva voltak. 1978-ban házasságot kötött Szabó Máriával. Három lányuk született: Renáta (1980–), Nikoletta (1982–) és Viktória (1991–).